# Dänemarkstraße
Die Dänemarkstraße ist die Meerenge zwischen Grönland und Island. Der kalte Ostgrönlandstrom fließt durch diese Meerenge nach Süden in den Atlantik.
Sie ist etwa 480 km lang und an der schmalsten Stelle (zwischen Straumnes, dem nordwestlichen Kap der nordwestisländischen Halbinsel Hornstrandir, und Kap Tupinier an der Blosseville Kyst in Ostgrönland) 289 km breit und verbindet den Atlantik mit dem Nordpolarmeer. Die offizielle IHO-Grenze zwischen Nordpolarmeer und Nordatlantik jedoch verläuft zwischen Straumnes und Kap Nansen, das 132 km südwestlich von Kap Tunipier liegt. Von Straumnes bis Kap Nansen beträgt die Entfernung 336 km.
Auf dem Grund der Dänemarkstraße liegt die Grönland-Island-Schwelle (Greenland-Iceland Rise), welche die Tiefseebecken der Irmingersee und der Grönlandsee voneinander trennt. Dort befindet sich der „größte Wasserfall der Erde“ (Dänemarkstraße-Katarakt), wo in jeder Sekunde etwa 3.000.000 m³ kaltes, salzreiches Wasser von einer Tiefe von 600 m auf 4000 m hinunterstürzen.
Aus geostrategischer Sicht ist die Dänemarkstraße das nordwestliche Teilstück der GIUK-Lücke.

## Schlacht in der Dänemarkstraße 1941
Im Zweiten Weltkrieg fand am 24. Mai 1941 in der Dänemarkstraße ein Seegefecht zwischen deutschen und britischen Schiffen statt, die so genannte Schlacht in der Dänemarkstraße. Die britischen Schlachtschiffe Hood und Prince of Wales versuchten, den Durchbruch des deutschen Schlachtschiffs Bismarck und des Schweren Kreuzers Prinz Eugen in den Nordatlantik zu verhindern (Unternehmen Rheinübung). Im Zuge dieses Gefechts wurde die Hood versenkt. Die Bismarck wurde drei Tage später von einem anderen britischen Kriegsschiffverband ebenfalls versenkt.

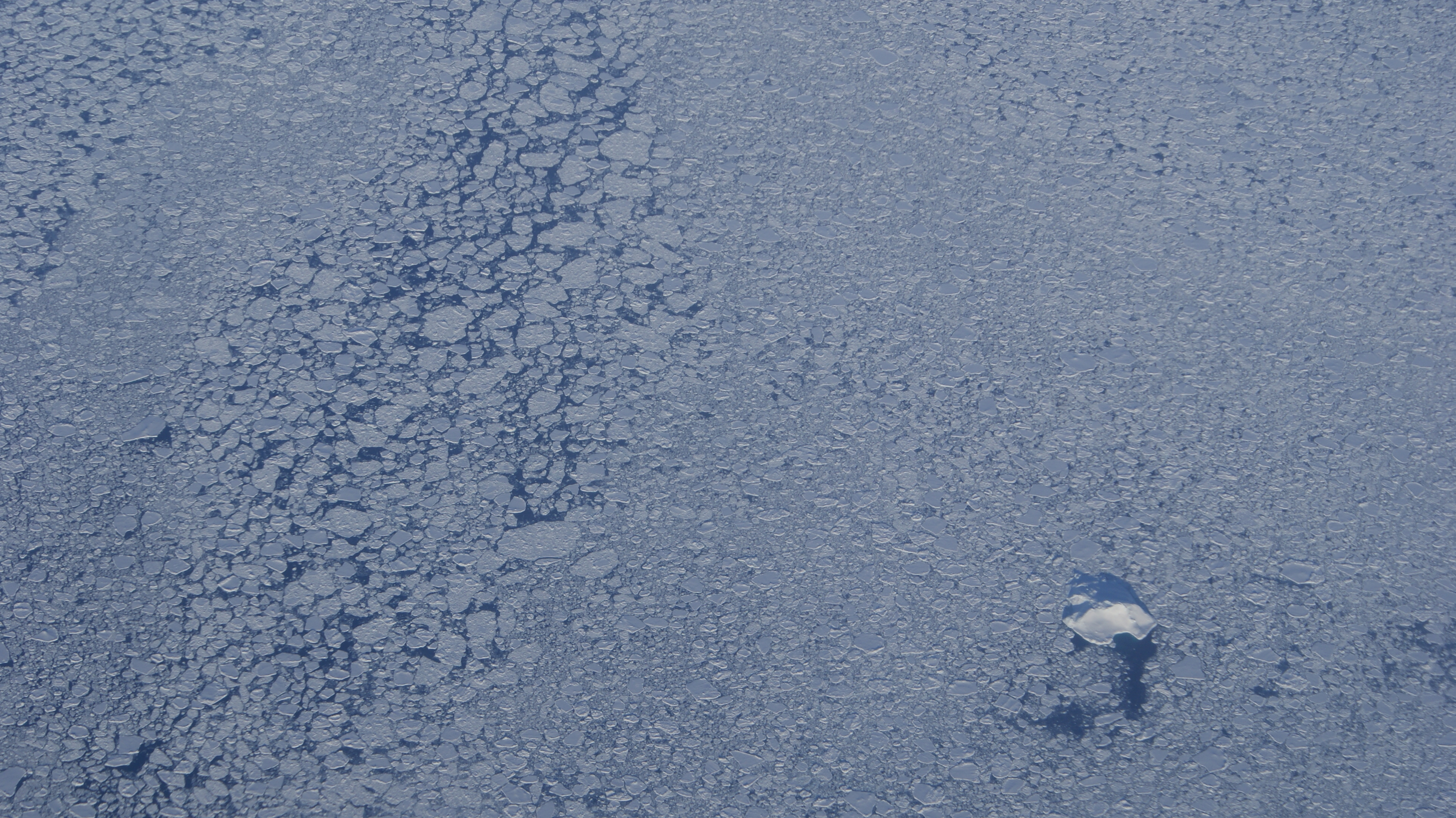
Packeis in der Dänemarkstraße